# 백조 기사

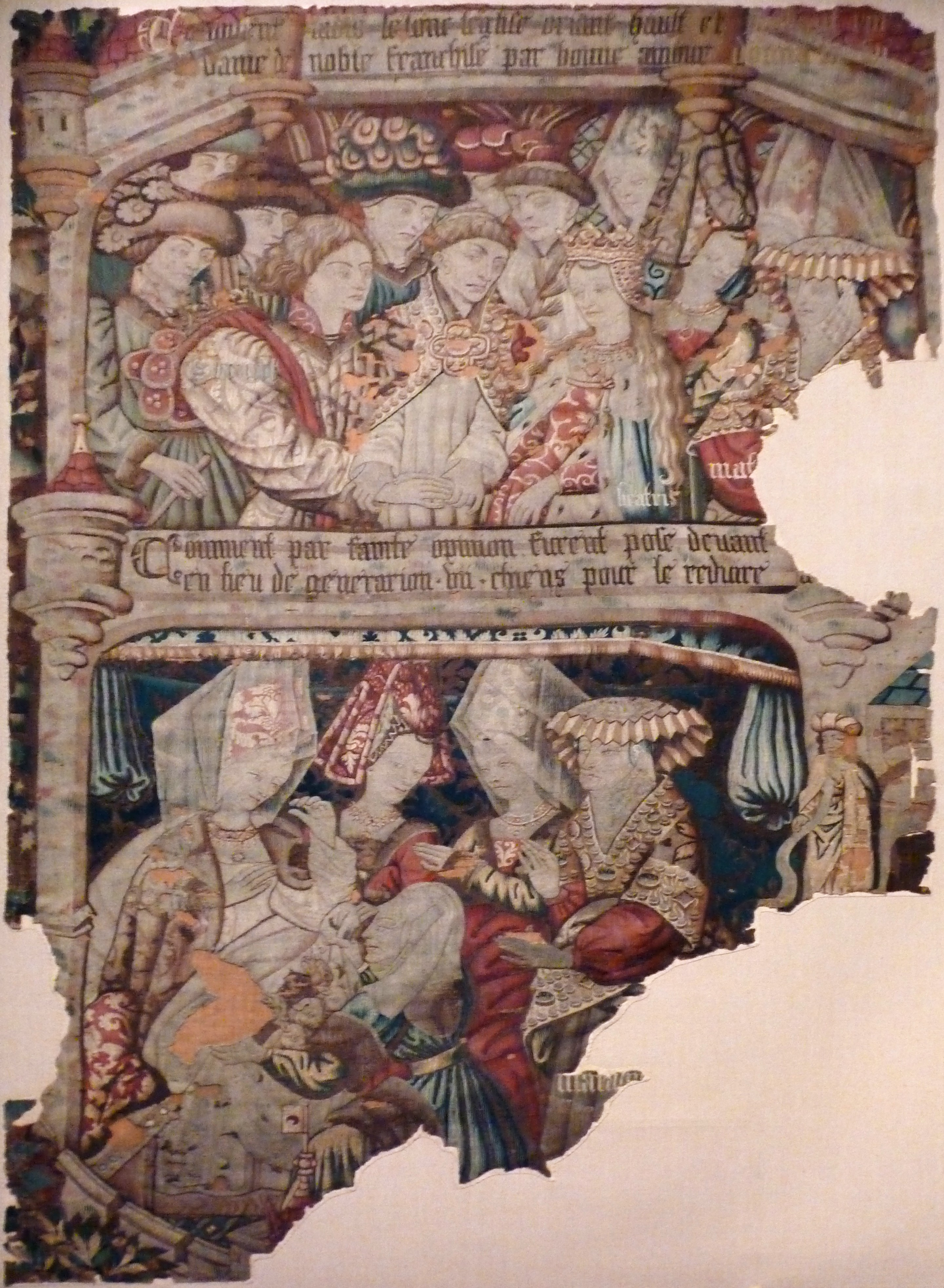
백조 기사 이야기를 묘사한 태피스트리(1482년 작품) : 하단에 아기 대신 바꿔쳐진 강아지가 그려져 있다.

백조 기사 또는 백조의 기사는 백조가 모는 보트를 타고 나타나 비탄에 빠진 소녀를 구하는 중세의 서사시이다. 여러 종류의 이야기가 전하지만 기사가 자신의 신분을 밝히지 않는 것은 공통적인 요소이다.
《돌로파토스》에 나타난 가장 이른 시기의 이야기는 딱히 기사의 정체를 묘사하지 않지만 프랑스 십자군을 소재로 1192년 만들어진 무훈시 《르 셰발리에 오 싱》(Le Chevalier au Cigne, 백조의 기사)는 이야기의 주인공을 고드프루아 드 부용의 전설적인 선조로 설정하고 있다. 다른 버전에서는 백조의 기사 이름을 헬리아스로 밝히고 리슬레포트(또는 일레포트)와 그의 아내 베아트릭스 사이의 아들로 묘사된다. 이 설정의 가장 친숙한 이야기로는 중세 영어로 쓰인 《슈엘레르 아시뉴》(Cheuelere Assigne, 백조 기사)가 있다. 이 설정에서도 헬리아스의 어머니 이름은 텍스트 마다 다양한데 단순히 헬리아스와 운율을 맞춘 엘리옥스 또는 베아트릭스로 불리며, 스페인어 버전에서는 이솜베르테로 불린다.
후대인 13세기에 들어 독일 시인 볼프람 폰 에셴바흐는 《파르치팔》에서 백조 기사 이야기를 아서왕 설화와 결합하여 퍼시벌의 아들로 설정하였고 로엔그린이라는 이름을 붙였다. 1257년 독일에서 당대 최고의 시인으로 인정받던 콘라드 폰 뷔르츠부르크가 쓴 독일어 텍스트에도 백조의 기사가 등장하지만, 이 이야기 속 백조의 기사는 이름이 없다. 리하르트 바그너는1850년 볼프람과 콘라드의 이야기를 엮어 오페라 《로엔그린》을 만들었다.
백조 기사 이야기는 후대에 들어 아서왕 설화와 결합되어 다양한 변형을 낳았다. 변형 가운데는 백조 기사가 가웨인의 형제인 구에레헤트(이야기에 따라 가레스 또는 거헤리스)가 요청한 모험을 떠났다가 죽어 백조가 이끄는 보트에 누인다는 것도 있다. 이런 이야기는 12세기 프랑스 시인 크레티앵 드 트루아가 지은 《성배의 백작 페르세발》(Perceval ou le Conte du Graal)에서 처음 선보였다.

## 백조 아이
"백조-아이" 이야기 유형은 원래 고드푸르아의 이야기나 백조 기사 이야기와는 독립되어 전해지던 것으로 보인다. 가스통 파리는 아이 어머니의 이름에 따라 서로 다른 네 가지 변형을 구분하였다.
제프리 초서의 《법률가 이야기》나 작자 미상인 《에마레》를 포함하여 백조-아이가 등장하는 모든 이야기는 기사도 로맨스일 뿐만아니라 《손 없는 소녀》의 이야기처럼 동화적인 요소를 담고 있다. 또한 새로 변신 한 오빠들을 구하는 누이의 이야기를 담은 《여섯 백조》 이야기와도 닮았다. 여섯 백조 이야기의 여러 변형 가운데 가장 널리 알려진 것은 안데르센의 《백조 왕자》이다.

### 돌로파토스
1190년 무렵 알타 실바의 요하네스가 쓴 《돌로파토스 또는 일곱 현제의 다스림》(Dolopathos sive de Rege et Septem Sapientibus)은 일곱 현자에 대한 전설을 다룬 이야기로 백조 아이가 등장하는 이야기들의 선구적 작품이다. 에르베르는 이 이야기를 프랑스어로 옮겨 《돌로파토스 이야기》(Li romans de Dolopathos)를 지었다. 에르베르의 이야기는 다음과 같다.
이름 모를 젊은 영주가 흰사슴을 쫓아 사냥하다 길을 잃어 마법에 걸린 숲으로 들어가게 된다. 숲에서 영주는 금목걸이를 하고 목욕하는 신비로운 여성(백조 처녀 또는 페어리임이 분명하다)을 마주친다. 둘은 사랑에 빠지고 영주는 여성을 자신의 성으로 데려온다. 여성은 (예언대로) 목에 황금 사슬을 단 여섯 남매를 낳는다. 그러나 사악한 시어머니는 아기들을 일곱 마리의 강아지와 바꿔치고 하인에게 아이들을 숲으로 데려가 죽이라 명령한다. 하인은 아이들을 죽일 수 없어 나무 밑에 버린다. 젊은 영주는 어머니의 말에 속아 아내가 강아지를 낳았다고 믿고 7년 동안 그녀의 목을 사슬에 매단다. 시간이 흘러 영주는 다시 숲으로 사냥을 떠나고 그곳에서 아이들을 만나 어머니가 거짓말을 하였다는 것을 깨닫는다. 시어머니는 하인을 숲으로 보내 아이들을 찾게 하였고 하인은 백조로 변해 목욕하는 소년들을 발견한다. 그사이 누이는 소년들의 금사슬을 모아 지키고 있다. 하인은 사슬을 훔쳐 소년들이 다시 인간이 되지 못하게 하고 금세공인에게 사슬을 녹여 잔을 만들도록 한다. 백조 모습을 한 아이들은 젊은 귀족의 연못에 날아들고 사슬을 빼앗기지 않아 변신할 수 있는 누이가 사람이 되어 성으로 들어가 빵을 청한다. 결국 젊은 귀족은 딸의 이야기를 듣고 진실을 알게 된다. 한편 금세공인은 아무리해도 사슬을 녹일 수 없었기에 자신이 보관하고 있었다. 사슬을 돌려받은 다섯 소년들은 다시 사람이 되었지만 금세공인이 대장장이에게 주었던 사슬 하나는 부서져 있었기에 한 소년은 백조로 남게 되었다. 에르베르는 이렇게 백조로 남겨진 한 아이가 금사슬로 백조 기사의 보트를 끈 바로 그 백조임을 암시한다.

### 십자군 무훈시: 백조 기사의 탄생
프랑스의 십자군 무훈시는 1099년 예루살렘 왕국의 통치자가 된 고드프루아 드 부용의 전설적인 선조로 백조 기사를 등장시킨다. 고드프루아는 중세 기독교 세계에서 전설적인 인물이 되었고 그의 신화적 혈통은 중세 작가들의 인기있는 주제였다.
《백조 기사의 탄생》(La Naissance du Chevalier au Cygne)은 백조 아이 이야기를 십자군 무훈시에 도입한 첫번째 작품이다. 텍스트는 백조 기사 어머니의 이름에 따라 1) 엘리옥스, 2) 베아트릭스, 3) 엘리옥스와 베아트릭스의 혼합, 4) 이솜베르테의 네 가지 버전으로 분류 할 수 있다. 이 가운데 이솜브레테 계열의 이야기는 프랑스어 버전에는 없고 스페인의 《첫 해외 정복》(Gran conquista de Ultramar )에만 등장한다. (가스통 파리는 그가 버전 I로 부른 십자군과 구분된 백조-아이 이야기 원형도 비슷하게 분류하였다.)
엘리옥스는 돌로파토스 이야기에 가장 가까운 버전이지만 길을 잃은 젊은 영주를 헝가리 너머의 동방의 통치자인 로타이르 왕으로, 처녀를 엘리옥스로 바꾸어 이야기를 보다 궁정식으로 바꾸었다. 로타이르는 길을 잃고 샘 옆에 멈추어 잠들고, 그 사이 산으로 나무를 하러 온 엘리옥스가 등장한다. 한눈에 반한 로타이르는 어머니의 반대를 무릅쓰고 그녀와 결혼하고, 엘리옥스는 자신이 일곱 아이를 낳고 죽을 것이며 그 아이들 가운데 한 명이 동방의 왕이 될 것이라 예언한다.
로타이르가 전쟁에 나간 사이 엘리옥스는 일곱 아이를 낳는다. 시어머니 마트로시유는 엘리옥스를 죽이고 하인에게 아이들을 바구니 둘에 담아 숲에 버리라고 명령하고, 로타이르에게는 엘리옥스가 뱀을 낳고서 물려 죽었다고 거짓말을 한다. 그러나 하인은 은둔자의 오두막 옆에 아이들을 놓아두었고, 아이들은 살아 남아 있다가 7년 후 루데마르라는 탐욕스러운 시종에게 발견된다. 보고를 받은 대비는 아이들의 사슬을 빼앗아 없애라고 명령하지만 탐욕에 눈이 먼 시종은 자신의 것을 챙기느라 미처 누이의 사슬을 빼앗지 못한다. 사슬을 빼앗긴 여섯 소년은 백조의 모습으로 날아가고, 이 이야기를 누이로부터 전해 들은 아버지 로타이르는 백조를 죽이지 말라는 명령을 내린다. 왕의 조카가 백조 하나를 활로 쏘자 로타이르는 금대야를 던져 화살을 막았고 백조가 살아난 대신 금대야가 부서진다. 마트로시유는 대야를 수리하라고 사슬달린 목걸이 하나를 건내주고 이로 인해 진실이 드러난다. 결국 아이들은 사람의 모습을 되찾지만 시종이 사슬을 가져간 한 명만은 백조로 남게 되어 백조 기사가 된다.
베아트릭스 버전에서 다태아 출산은 간음의 증거로 간주되어 무고를 당한 아이들의 어머니가 처벌받는다. 이 버전에서 어머니는 복수하여 정의를 실현한다. 이솜브르테 버전에서 여성은 혐오스러운 결혼 생활에서 도망진 공주로 묘사된다.

## 백조 기사

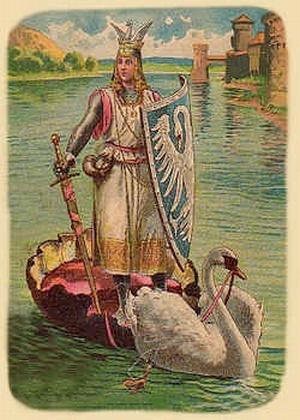
1900년 무렵 로엔그림을 묘사한 엽서. 작자 미상

가스통 파리가 구분한 버전 II는 백조 기사 자신의 이야기가 포함된다. 이 이야기는 때로 백조 아이들 이야기에 덧붙여 지지만, 때로는 독립적으로 등장하여 백조의 유래에 대한 설명이 주어지지 않는다. 백조 기사 이야기의 여러 버전은 모두 백조와 함께 나타난 이름 모를 기사가 여인을 구하는 줄거리를 갖는다. 그는 금기를 깨뜨린 후 사라지지만 이윽고 걸출한 가문의 조상이 된다. 그저 그 후손을 소개하기 위해 쓰인 간략한 버전도 있다. 이 이야기의 두 번째 버전은 노르만 투르베어인 장 르노가 쓴 것으로 여겨진다.
브라반트에서 백조 기사의 이름은 헬리아스로 알려져 있다. 태양신 헬리오스와 연결되는 이름으로 추정하는 경우가 있지만 예언자 엘리야 이름의 변형으로 보는 것이 일반적이다. 엘리야의 이름과 헬리오스의 혼용은 정교회 계열에서 흔히 이루어져 왔다.

## 로엔그린
13세기 초, 독일 시인 볼프람 폰 에셴바흐는 서사시 《파르치팔》에 백조 기사를 소재로 삼았다. 이 이야기에서 로엔그린은 주인공 파르치팔과 펠라페이레 콘트비라무르스의 여왕 사이의 아들이다. 다른 백조 기사 버전에서와 마찬가지로 로엔그린은 백조가 끄는 보트를 타고 나타나 비탄에 빠진 여성을 보호하지만, 이 경우 그 여성은 브라반트 공국의 엘사이다. 둘은 결혼하지만 엘사가 금기를 깨고 그의 이름을 묻는 바람에 로엔그린은 떠나게 된다.
13세기 후반의 시인 노위시우스는 볼프람의 짧은 이야기를 각색하여 독립적인 로망스인 《로엔그린》으로 확장하였다. 시인은 등장이름의 이름을 살짝 바꾸고 볼프람의 이야기에 성배 설화를 덧붙여 백조 기사 전설을 신성 로마 제국의 역사와 연결했다. 15세기에 익명의 시인이 다시 이름을 살짝 바꾼 로망스 《로렝겔》을 만든다. 이 버전은 영웅의 이름과 기원에 대해 묻는 금기를 생략하였고 백조 기사와 공주는 해피 엔딩을 이룰 수 있었다.
1848년 리하르트 바그너는 로엔그린 이야기를 각색하여 오페라 《로엔그린》을 만들었다. 바그너의 오페라는 백조 기사 이야기 가운데 오늘날 가장 잘 알려진 작품이 되었다. 바그너의 오페라에서 로엔그린은 마법에 걸려 백조로 변하였다가 위기에 빠진 브라반트의 엘자를 구출하기 위해 백조 기사가 되어 나타나며 그의 정체를 묻지 않는 조건으로 엘자와 결혼한다. 그러나 엘자는 결국 백조 기사의 정체를 묻고 로엔그린은 자신의 정체를 밝히고 떠나고 만다. 엘자는 비통에 빠져 스스로 목숨을 끊는다. 바그너는 엘자를 "다 알면서도 사랑의 본질을 위해 자신을 파멸로 몰아가는 여인"이라고 해석하였다.

## 참고 문헌
인용한 문서 :
- Gerritsen, Willem Pieter; Van Melle, Anthony G. (1998). 《Dictionary of Medieval Heroes: Characters in Medieval Narrative Traditions and Their Afterlife in Literature, Theatre and the Visual Arts》. Boydell Press. Reprint: Boydell & Brewer 2000. ISBN 0851157807, 9780851157801 (preview)
- Gibbs, Henry H., 편집. (1868). 《The Romance of the Cheuelere Assigne (Knight of the Swan)》. EETS Extra series 6. London: N. Trübner. (from the Medieval manuscript, British Library, MS Cotton Caligula A.ii.)
- Baring-Gould, S. Curious Myths Of The Middle Ages. Boston: Roberts Brothers. 1880. pp. 430-453.
- Jaffray, Robert (1910). 《The two knights of the swan, Lohengrin and Helyas: a study of the legend of the swan-knight, with special reference to its most important developments》. New York and London: G. P. Putnam's sons.
- Mickel, Emanuel J.; Nelson, Jan A., 편집. (1977). 《La Naissance du Chevalier au Cygne》 (preview). The Old French Crusade Cycle 1. Geoffrey M. Myers (essay). University of Alabama Press. ISBN 9780817385019. (Elioxe ed. Mickel Jr., Béatrix ed. Nelson)

그 외 참고 문헌 :
- Alastair, Matthews. “When Is the Swan Knight Not the Swan Knight? Berthold Von Holle's Demantin and Literary Space in Medieval Europe.” The Modern Language Review, vol. 112, no. 3, 2017, pp. 666–685. JSTOR, www.jstor.org/stable/10.5699/modelangrevi.112.3.0666. Accessed 29 Apr. 2020.
- Barron, W. R. J. “‘CHEVALERE ASSIGNE’ AND THE ‘NAISSANCE DU CHEVALIER AU CYGNE.” Medium Ævum, vol. 36, no. 1, 1967, pp. 25–37. JSTOR, www.jstor.org/stable/43627310. Accessed 30 Apr. 2020.
- Barron, W. R. J. “VERSIONS AND TEXTS OF THE ‘NAISSANCE DU CHEVALIER AU CYGNE.’” Romania, vol. 89, no. 356 (4), 1968, pp. 481–538. JSTOR, www.jstor.org/stable/45040306. Accessed 30 Apr. 2020.
- Barto, P. S. “The Schwanritter-Sceaf Myth in ‘Perceval Le Gallois Ou Le Conte Du Graal.” The Journal of English and Germanic Philology, vol. 19, no. 2, 1920, pp. 190–200. JSTOR, www.jstor.org/stable/27700998. Accessed 29 Apr. 2020.
- Emplaincourt, Edmond A., and Jan A. Nelson. “‘LA GESTE DU CHEVALIER AU CYGNE’ : LA VERSION EN PROSE DE COPENHAGUE ET LA TRADITION DU PREMIER CYCLE DE LA CROISADE.” Romania, vol. 104, no. 415 (3), 1983, pp. 351–370. JSTOR, www.jstor.org/stable/45040923. Accessed 30 Apr. 2020.
- Smith, Hugh A. “SOME REMARKS ON A BERNE MANUSCRIPT OF THE ‘CHANSON DU CHEVALIER AU CYGNE ET DE GODEFROY DE BOUILLON.’” Romania, vol. 38, no. 149, 1909, pp. 120–128. JSTOR, www.jstor.org/stable/45043984. Accessed 29 Apr. 2020.
- Matthews, Alastair. The Medieval German Lohengrin: Narrative Poetics in the Story of the Swan Knight. NED - New edition ed., Boydell & Brewer, 2016. JSTOR, www.jstor.org/stable/10.7722/j.ctt1k3s90m. Accessed 29 Apr. 2020.
- Todd, Henry Alfred. “Introduction.” PMLA, vol. 4, no. 3/4, 1889, pp. i-xv. JSTOR, www.jstor.org/stable/456077. Accessed 29 Apr. 2020.